# Eric Allan Kramer
Pour les articles homonymes, voir Kramer.
Eric Allan Kramer est un acteur, réalisateur et scénariste américain, né le 26 mars 1962 à Grand Rapids (États-Unis).

## Biographie
Eric était un pratiquant du MMA dont il remporte 3 combats. Il est aussi fan de John Cena (lutteur)[réf. nécessaire].

## Filmographie

### Cinéma
- 1990 : Quest for the Mighty Sword de Joe D'Amato : Ator
- 1993 : Sacré Robin des Bois (Robin Hood: Men in Tights) de Mel Brooks : Little John
- 1993 : True Romance de Tony Scott : Boris
- 1994 : Road to Saddle River de Francis Damberger : Dieter
- 1995 : The Crazysitter de Michael McDonald : Elliot
- 1996 : Prof et Rebelle de Hart Bochner (High School High) : Hulk
- 2003 : American Pie : Marions-les ! (American Wedding) de Jesse Dylan : Nounours (Bear) / La Bonne du curé (Mr. Belvedere)
- 2006 : Grilled de Jason Ensler : Irving
- 2009 : Flying By de Jim Amatulli : Steve
- 2013 : Meat and Potatoes de Michael Kofsky : Bill
- 2014 : Atlas Shrugged Part III: Who Is John Galt? de James Manera : Ragnar Danneskjöld
- 2014 : Mostly Ghostly : Ma goule chérie (Mostly Ghostly: Have You Met My Ghoulfriend?) de Peter Hewitt : John Doyle
- 2014 : The Mundane Goddess de Henco J de : Zeus
- 2015 : LA Apocalypse de Michael J. Sarna : Sergeant Wade
- 2016 : 8989 Redstone de Jay Chapman : Daryl Masters
- 2016 : Surge of Power: Revenge of the Sequel de Antonio Lexerot et Vincent J. Roth : Moon
- 2017 : Pitching Tents de Jacob Cooney : Bruce

### Télévision

#### Téléfilms
- 1987 : The Gunfighters : Luke Collins
- 1988 : Le Retour de l'incroyable Hulk (The Incredible Hulk Returns) : Thor
- 1992 : The Comrades of Summer : Boris
- 1995 : Jake Lassiter: Justice on the Bayou ;
- 1998 : The Advanced Guard : Brovo, Alien Goon
- 2001 : Surviving Gilligan's Island: The Incredibly True Story of the Longest Three Hour Tour in History : Alan Hale Jr.
- 2011 : Bonne chance Charlie, le film : Bob Duncan

#### Séries télévisées
- 1988 : Arabesque : Gunnar Tillstrom (saison 5, épisode 04)
- 1992 : Bob : Whitey van de Bunt
- 1997 : Rough Riders : Henry Bardshar
- 1990 : Down Home (en) : Drew McCrorey
- 1994 : Le Rebelle : Terry Houston (saison 3, épisode 08)
- 2003 : Newport Beach : Entraîneur de foot (saison 1, épisode 9)
- 2003 : Mon Oncle Charlie : Bill (saison 1, épisode 5)
- 2004 : Monk : Darrell Cain (saison 4, épisode 14)
- 2005 : How I Met Your Mother: Patron du site de rencontre de Ted
- 2009 : Croqueuse d'hommes (Maneater) : Jones Merrifield
- 2009 : Earl (My Name Is Earl) (Saison 4, épisode 18) : Jim
- 2010-2014 : Bonne chance Charlie: Bob Duncan
- 2012 : Mentalist (Saison 4, épisode 20) Monsieur Loveland
- 2012 : NCIS : Enquêtes spéciales (Saison 9, épisode 6)
- 2013 : NCIS : Los Angeles : Agent Tom Panetti (Saison 5, épisode 9)
- 2013 : Les Thunderman (2013-2018) : Evilman
- 2015 : Bones : Eric Simms (Saison 10, épisode 14)
- 2016 : Shooter : Paul Helling (Saison 1, épisode 7)
- 2022 : Une famille vraiment Loud : un motard (Saison 2, épisode 16)

### Jeux vidéo
- 2019 : Days gone : "Iron" Mike Wilcox